# Liesbeth Mau Asam
Pour les articles homonymes, voir Asam.
Liesbeth Mau Asam est une patineuse de vitesse sur piste courte néerlandaise.

## Biographie
Elle participe aux épreuves de patinage de vitesse sur piste courte aux Jeux olympiques de 2006.
Aux Jeux olympiques de 2010, elle arrive quatrième du relais avec Jorien ter Mors, Annita van Doorn, Sanne van Kerkhof et Maaike Vos.